# Mateusz Stępień
Mateusz Stępień (ur. 12 lutego 2002 w Ustce) – polski piłkarz grający na pozycji pomocnika lub napastnika w klubie Puszcza Niepołomice.

## Kariera juniorska
Stępień grał jako junior w Orliku Jezierzyce (2010–2015) i Arce Gdynia (2015–2019).

## Kariera seniorska

### Arka Gdynia
Stępień zadebiutował w pierwszej drużynie Arki Gdynia 30 marca 2019 w meczu ze Śląskiem Wrocław (przeg. 0:2). Pierwszą bramkę zdobył 4 września 2022 w wygranym 5:0 spotkaniu przeciwko GKS Tychy. Łącznie dla tego klubu rozegrał on 70 meczów, strzelając 2 gole.

### Stal Mielec
Stępień przeniósł się do Stali Mielec 30 czerwca 2023. Debiut dla nich zaliczył 22 lipca 2023 w meczu z Cracovią (2:2). Ostatecznie w barwach Stali Mielec wystąpił on 27 razy, nie zdobywając żadnej bramki.

### Puszcza Niepołomice
Stępień przeszedł do Puszczy Niepołomice 6 września 2024. Zadebiutował u nich 15 września 2024 w meczu z Piastem Gliwice (1:1).

## Kariera reprezentacyjna

### Polska U-17
Stępień jednokrotnie wystąpił w reprezentacji Polski U-17. Był to mecz rozegrany 13 lutego 2019 z Irlandią (przeg. 0:1).

### Polska U-20
Stępień wystąpił w jednym meczu w kadrze Polski U-20. Było to starcie rozegrane 7 czerwca 2022 przeciwko Włochom (wyg. 0:1).

## Statystyki

### Klubowe
(aktualne na dzień 18 lutego 2025)
| Klub                | Sezon              | Liga               | Liga  | Liga   | Puchar kraju | Puchar kraju | Suma  | Suma   |
| Klub                | Sezon              | Liga               | Mecze | Bramki | Mecze        | Bramki       | Mecze | Bramki |
| ------------------- | ------------------ | ------------------ | ----- | ------ | ------------ | ------------ | ----- | ------ |
| Arka Gdynia         | 2018/19            | Ekstraklasa        | 1     | 0      | 0            | 0            | 1     | 0      |
| Arka Gdynia         | 2019/20            | Ekstraklasa        | 1     | 0      | 0            | 0            | 1     | 0      |
| Arka Gdynia         | 2020/21            | I liga             | 2     | 0      | 1            | 0            | 3     | 0      |
| Arka Gdynia         | 2021/22            | I liga             | 34    | 0      | 4            | 0            | 38    | 0      |
| Arka Gdynia         | 2022/23            | I liga             | 26    | 2      | 1            | 0            | 27    | 2      |
| Arka Gdynia         | Ogólnie            | Ogólnie            | 64    | 2      | 6            | 0            | 70    | 2      |
| Stal Mielec         | 2023/24            | Ekstraklasa        | 22    | 0      | 3            | 0            | 25    | 0      |
| Stal Mielec         | 2024/25            | Ekstraklasa        | 2     | 0      | 0            | 0            | 2     | 0      |
| Stal Mielec         | Ogólnie            | Ogólnie            | 22    | 0      | 3            | 0            | 27    | 0      |
| Puszcza Niepołomice | 2024/25            | Ekstraklasa        | 13    | 0      | 2            | 0            | 15    | 0      |
| Puszcza Niepołomice | Ogólnie            | Ogólnie            | 13    | 0      | 2            | 0            | 15    | 0      |
| Ogólnie w karierze  | Ogólnie w karierze | Ogólnie w karierze | 101   | 2      | 11           | 0            | 112   | 2      |

### Reprezentacyjne
(aktualne na dzień 18 lutego 2025)
| Reprezentacja      | Rok                | Mecze | Bramki |
| ------------------ | ------------------ | ----- | ------ |
| Polska U-17        | 2019               | 1     | 0      |
| Ogólnie            | Ogólnie            | 1     | 0      |
| Polska U-20        | 2022               | 1     | 0      |
| Ogólnie            | Ogólnie            | 1     | 0      |
| Ogólnie w karierze | Ogólnie w karierze | 2     | 0      |

| Mecze i gole w reprezentacji | Mecze i gole w reprezentacji | Mecze i gole w reprezentacji | Mecze i gole w reprezentacji | Mecze i gole w reprezentacji | Mecze i gole w reprezentacji | Mecze i gole w reprezentacji | Mecze i gole w reprezentacji    |
| Polska U-17                  | Polska U-17                  | Polska U-17                  | Polska U-17                  | Polska U-17                  | Polska U-17                  | Polska U-17                  | Polska U-17                     |
| Lp.                          | Data                         | Miejsce                      | Gospodarz                    | Gość                         | Wynik                        | Gol                          | Rozgrywki                       |
| ---------------------------- | ---------------------------- | ---------------------------- | ---------------------------- | ---------------------------- | ---------------------------- | ---------------------------- | ------------------------------- |
| 1.                           | 13.02.2019                   | Marbella                     | Polska U-17                  | Irlandia U-17                | 0:1                          |                              | Mecz towarzyski                 |
| Polska U-20                  |                              |                              |                              |                              |                              |                              |                                 |
| Lp.                          | Data                         | Miejsce                      | Gospodarz                    | Gość                         | Wynik                        | Gol                          | Rozgrywki                       |
| 1.                           | 07.06.2022                   | San Benedetto del Tronto     | Włochy U-20                  | Polska U-20                  | 0:1                          |                              | Turniej Ośmiu Narodów 2022/2023 |